# 原千晶の北九州バナナ
原千晶の北九州バナナ（はらちあきのきたきゅうしゅう―）は、RKB毎日放送で2005年10月1日から2008年3月29日まで放送されていたローカル番組。北九州支社制作。

## 番組概要
- もともとこの枠では長年、北九州市の広報番組である『サタデー北九州』が放送されていたが、同市が行政改革の一環として広報のあり方そのものを抜本的に見直し、提供番組数を大幅に減らしたあおりで終了となった。従って、この番組は“純民間”資本で作られており、スポンサーも地元企業が務めていた。
- MCの原は、小学生時代のうち2年間、北九州市小倉に住んでいた事があり、そのため北九州市に思い入れがある。撮影のための来訪には地元の意向でスターフライヤーの羽田―北九州線を利用していた（番組でもそのことをアピール）。
- 番組は北九州をテーマとしてRKBのアナウンサーが対決を繰り広げ、原らがコメントするスタイルを基本とするが、時には原も加わり全出演者が闘うこともあった（例・JRA小倉競馬場などを舞台としたギャンブル対決）。
- 2008年度、北九州市が久々にこの枠で広報番組『だいすき!北九州』を復活させることとなり終了した。

## 放送時間
土曜 11:30 - 11:45

## 出演者
MC
- 原千晶
- 登本寿典（ともと・としのり。元スポーツニッポン記者）

担当アナウンサー
- 櫻井浩二 - 復活した北九州市の広報番組にもただ一人継続出演
- 川添麻美 - 地上デジタル放送推進大使（デジアナ）を務めていた。当時北九州市長を務めた末吉興一への挨拶ではこの番組のことをアピールした。
- 岩谷源一 - スポーツ部への配置転換で途中降板。